# امی تریون
امی تریون (انگلیسی: Amy Tryon; ۲۴ فوریهٔ ۱۹۷۰ – ۱۲ آوریل ۲۰۱۲) ورزشکار اهل ایالات متحده آمریکا بود.
وی در مسابقات کشوری و بین‌المللی در مجموع برندهٔ ۱ مدال طلا، ۲ مدال برنز شده‌است.